# Fladvogn
En fladvogn er i jernbane- og lastbilterminologi et udtryk for en vogn eller bil med et fladt lad, eventuelt med sider, der ikke har mekaniske funktioner.
Traditionelt bruges udtrykket om køretøjer med 0-70 cm sider som kan klappes ned (sidefjæle). På ladet kan placeres plader, paller, kasser og andre ting som kan løftes af med håndkraft, kran eller gaffeltruck. Desuden bruges fladvogne også til store emner, der ikke kan komme ind i en container.
Specifikt i lastbilsproget bruges udtrykket dog også om lukkede vogne, hvis der eksempelvis skal skelnes fra tipbiler. Den korrekte betegnelse for disse biler vil dog oftest være liftvogn eller fastladsvogn.
Oprindeligt har alle åbne lastbiler været fladvogne, indtil man opfandt tipladet.
Navnet fladvogn antyder at vognen er flad, men dette er i mange tilfælde misvisende, idet den bagerste del ofte er bygget så lav som muligt, dels for at sænke tyngdepunktet, dels for at kunne køre med højere ting. Dette gør at der bliver et "trin" op til den del der skal rage ind over lastbilen. Mange blokvogne hører ind under kategorien fladvogne.
Trailere der har samme ladhøjde i hele længden kaldes også "ligeudtrailere".